# Día Mundial del Juego Limpio
El Día Mundial del Juego Limpio es una fecha que se conmemora anualmente el 19 de mayo desde 2025, fue establecida por la Asamblea General de las Naciones Unidas (AGNU) en 2024.

## Proclamación
El Día Mundial del Juego Limpio fue proclamado por la Asamblea General de las Naciones Unidas el 1 de julio de 2024, en reconocimiento al espíritu del juego limpio arraigado en el ideal olímpico. Esta iniciativa fue impulsada por Panathlon Wallonie-Bruxelles, organización que desde 2013 lleva a cabo actividades para promover el juego limpio, como la semana dedicada a este valor en septiembre y el evento Relay du Fair-Play. En 2020, Panathlon International, el Comité Internacional para el Juego Limpio (CIFP) y el Movimiento Europeo para el Juego Limpio se unieron para establecer esta celebración, reforzando el compromiso con la promoción de los valores éticos en el deporte. La proclamación contó con el apoyo de Hungría, país de origen del presidente del CIFP, Jenö Kamuti.

## Celebración
Este día se celebra el 19 de mayo, comenzando en 2025. La celebración original del Día Mundial del Juego Limpio tuvo lugar el 7 de septiembre de 2020 en Bruselas, con inauguraciones oficiales y actividades deportivas locales que incluyeron la presentación de proyectos y éxitos relacionados con el juego limpio.  Esta fecha inicial conmemora la reunión de los miembros fundadores del CIFP en 1963, bajo la iniciativa del tenista francés Jean Borotra. A partir de la celebración oficial en 2025, el Día Mundial del Juego Limpio se centrará en destacar iniciativas de juego limpio a nivel global, con la participación de todos los involucrados en el deporte.